# Willian Lara
Willian Lara (El Socorro, 28 de julho de 1959 — Guárico, 10 de setembro de 2010) foi um político venezuelano.
Eleito várias vezes para a Assembléia Nacional da Venezuela, foi ministro da comunicação e informação entre 2006 e 2008 e governador do estado de Guárico de 2008 a 2010. Era partidário do presidente Hugo Chávez, Sendo inclusive o Vice-presidente em exercício , quando do episódio do golpe de estado sofrido por chávez em abril de 2002, onde assumiu o posto de presidente interino da república bolivariana da venezuela enquanto o Presidente estava preso pelos golpistas.
Lara nasceu em El Socorro, Guárico, em 1957. Formou-se em comunicação pela Universidade Central da Venezuela e pela Universidade Simón Bolívar, tornando-se professor posteriormente.
Morreu num acidente de carro no dia 10 de setembro de 2010.